# Ulrika Widström
Ulrika Carolina Widström, född 24 november 1764 i Stockholm, död 19 februari 1841 i Mariestad, var en svensk poet och översättare.

## Biografi
Widström var dotter till orgelbyggaren Per Niclas Forsberg och Katarina Maria Grip. Föräldrarna arbetade båda vid hovet. Fadern var lakej och modern städerska. I hemmet lärde hon sig både franska och tyska. Den 14 november 1790 gifte hon sig med violinisten i hovkapellet Sven Widström. Paret fick fem barn av vilka två uppnådde vuxen ålder. Hon blev änka 1812 och flyttade 1814 till Mariestad, där hon 1830 öppnade en flickpension. Hon ligger begravd i Kyrkefalla socken i Västergötland.

### Författarskapet
Widström var mycket känd av sin samtid och omnämnd och beundrad av kulturpersonligheter som Carl Gustaf af Leopold, Bengt Lidner, Thomas Thorild och P.D.A. Atterbom. Hon blev gynnad av överhovmästarinnan Charlotta Sparre och kom genom Carl Christoffer Gjörwell, som förmedlade hennes uppdrag, i kontakt med kolleger. Hon skrev dikter och översatte romaner. Hennes poesi har stark gustaviansk tidsfärg. Redan på 1780-talet hade hon "väckt uppmärksamhet genom några smärre skaldestycken, som infördes i den tidens vittra ströskrifter" och 1785 publicerades hon i Stockholms Posten. Hennes genombrott kom dock först 1799. Den mest kända samlingen har titeln Erotiska sånger (1799). Hennes Samlade vitterhetsförsök utgavs under redaktion av Carl Julius Lénström (1840) med ett företal av biskop Frans Michael Franzén. Samlingen blev en succé och  trycktes om samma år. År 1840 fick hon även Svenska Akademiens guldmedalj.
Ulrika Widström är inte helt glömd, några av hennes dikter dyker fortfarande upp i poesiantologier.[källa behövs] Hennes dikt Sång till Natten från Erotiska Sånger har tonsatts av Rebecka O'Nils och spelats in av trion ro.t.

### Översättningar
- Ducray-Duminil, François Guillaume (1803). Victor eller Skogs-barnet / fri öfversättning af Ulrica Carolina Widström. 1-4. Stockholm. Libris 2416858
- Lewis, Matthew Gregory (1800-1804). Munken. 1-4. Stockholm. Libris 2417075 - Det är oklart vem som har översatt detta verk. I boken anges Herman Anders Kullberg vara översättare.